# Steven Bortolussi
Steven Bortolussi (Sydney, 17 marzo 1982) è un ex rugbista a 15 italiano di origine australiana.

## Biografia
Proveniente dal Parramatta Two Blues, club australiano di Sydney nel quale milita a intervalli alterni durante la stagione estiva dell'Emisfero Nord, Steven Bortolussi giunse in Italia nel 2003, ingaggiato dal Viadana; utility back, può giocare come tre quarti ala oppure come estremo.
Con la squadra lombarda raggiunse nel Super 10 2006-07 la finale di campionato, poi persa contro il Benetton Treviso, ma nella stessa stagione vinse la Coppa Italia, in finale contro Calvisano.
Nel 2009-10 fu al Benetton Treviso, con cui si aggiudicò un'ulteriore Coppa Italia e uno scudetto. Nella stagione successiva si trasferì nel Petrarca, con cui disputò tre stagioni aggiudicandosi il campionato 2010-11.
Dalla stagione 2013-14 milita nel Rovigo.
Idoneo a rappresentare l'Italia, ha vestito la maglia azzurra della rappresentativa a 7, con la quale ha esordito nel 2005 e ha partecipato alle Coppe del Mondo di Hong Kong del 2005 e Dubai del 2009.

## Palmarès
- Campionati italiani: 2
Benetton Treviso: 2009-10
Petrarca: 2010-11
- Coppe Italia: 2
Viadana: 2006-07
Benetton Treviso: 2009-10
- Supercoppe d'Italia: 1
Viadana: 2007